# Neobisium dolicodactylum latum
Neobisium dolicodactylum latum es una subespecie de arácnido del orden Pseudoscorpionida de la familia Neobisiidae.

## Distribución geográfica
Se encuentra en Rumania.